# Roger Troutman
Roger Troutman, född 29 november 1951 i Hamilton, Ohio, död 25 april 1999 i Dayton, Ohio, också känd som Roger, var en amerikansk funkmusiker och sångare i bandet Zapp.

## Karriär
Troutman föddes i Hamilton, Ohio som fjärde av nio barn. Han var med i bandet Zapp från 1978 fram till sin död. Han spelade dessutom med på Funkadelics album The Electric Spanking of War Babies. Troutman är mycket känd för sitt sätt att använda talkbox.
George Clinton upptäckte bröderna Troutman och undertecknade ett skivkontrakt med deras band Zapp för skivbolaget Uncle Jam Records. Roger Troutman hade också en solokarriär. Den första soloskivan The Many Facets of Roger släpptes 1981. Hans cover på I Heard It Through the Grapevine blev en hit.
Troutmans mest framgångsrika soloalbum var Unlimited! från 1988. Hitlåten I Want To Be Your Man var nummer tre på Billboard Hot 100. Ett mer sentida välkänt bidrag är talkbox-refrängen på 2Pac:s Hiphopklassiker California Love från 1995.
Troutman blev ihjälskjuten av sin äldre bror Larry som sedan begick självmord. Troutmans grav finns på Greenwood Cemetery i Hamilton.

## Diskografi (solo)
Studioalbum
- 1981 – The Many Facets of Roger (Warner Brothers)
- 1984 – The Saga Continues (Warner Brothers)
- 1987 – Unlimited! (Reprise)
- 1991 – Bridging The Gap (Reprise)

Singlar (topp 50 på US R&B)
- 1981 – "I Heard It Through the Grapevine" (#1)
- 1982 – "Do It Roger" (#24)
- 1984 – "In the Mix" (#10)
- 1984 – "In the Midnight Hour" (#34)
- 1987 – "I Want to Be Your Man" (#1)
- 1988 – "Thrill Seekers" (#27)
- 1991 – "(Everybody) Get Up" (#19)
- 1992 – "Take Me Back" (#37)